# Sbarro Alcador
La Sbarro Alcador è un'autovettura sportiva realizzata nel 1995 nell'atelier svizzero del designer Franco Sbarro.

## Contesto
La vettura venne esposta per la prima volta al pubblico presso il salone dell'automobile di Ginevra del 1995 e aveva numerosi componenti derivati dalla Ferrari Testarossa. Ne sono stati realizzati presumibilmente quattro esemplari. Tredici anni dopo, nel 2008, ne è stata costruita la versione GTB in unico esemplare per un acquirente tedesco. L'anno successivo vennero costruiti un ulteriore esemplare di GTB aggiornato e la nuova versione Lista Office.

## Tecnica
La Alcador presentava una configurazione barchetta ed era sprovvista di parabrezza, elemento che obbligava conducente e passeggero ad indossare il casco. Accanto ai fari anteriori erano presenti delle prese d'aria che convogliavano l'aria verso la sezione posteriore dove era presente il propulsore. Esso, come il telaio, derivava dalla Ferrari Testarossa ed era un Boxer 12 cilindri 5.0 dalla potenza di 428 cv. Per il raffreddamento di quest'ultimo erano inoltre disponibili delle ulteriori prese di raffreddamento nelle sezioni di fiancata della vettura. Aveva cerchi da 18' avvolti in pneumatici Dunlop SP Sport 2000.
La versione GTB era derivata invece dalla Ferrari 348 GTB. Montava un propulsore V8 da 400 cv di potenza, un nuovo impianto frenante maggiorato e cerchi OZ da 20'. L'impianto luci era derivato dalla Fiat Seicento e dalla Smart Roadster.
La GTB MY 2009 presentava una linea leggermente rivista e un nuovo propulsore V8 derivato dalla Ferrari 360 Modena che erogava la potenza di 400 cv.
La Lista Office era dotata di un propulsore centrale V12 Ferrari da 450 cv di potenza derivato dalla Testarossa e di un nuovo impianto di scarico posteriore. Il motore veniva gestito da un cambio manuale a cinque marce, mentre l'impianto frenante era costituito da quattro freni a disco ventilati.